# Grafikinsert
Ein Grafikinsert (insert = engl. für einfügen) bezeichnet eine Grafik, die während einer laufenden TV-Übertragung über das ausgestrahlte Bild eingeblendet wird. Es überlagert dieses und steht somit stets sichtbar im Vordergrund.
Sie werden genutzt, um dem Zuschauer nützliche Zusatzinformation während des aktuellen Programmverlaufs zu liefern. Speziell im Rahmen von Sportübertragungen sind Grafikinserts fast unverzichtbar. Besonders aber im Bereich des Teleshoppings finden Grafikinserts Verwendung, um Informationen zum Produkt und Kontaktmöglichkeiten an den Zuschauer weiterzugeben.
Eine Alternative zum Grafikinsert ist das Textinsert, welches sich ausschließlich auf die Einblendung eines Textes beschränkt.
Die Inserts werden durch einen Schriftgenerator erzeugt.